# William Mutwol
William Mutwol (né le 10 octobre 1967) est un athlète kényan spécialiste du 3 000 mètres steeple et du Cross-country. 

## Carrière

### Palmarès
| Date | Compétition                    | Lieu          | Résultat | Épreuve              | Performance   |
| ---- | ------------------------------ | ------------- | -------- | -------------------- | ------------- |
| 1990 | Championnats du monde de cross | Aix-les-Bains | 5e       | Course individuelle  |               |
| 1990 | Championnats du monde de cross | Aix-les-Bains | 1er      | Course par équipe    | 42 pts        |
| 1990 | Championnats d'Afrique         | Le Caire      | 2e       | 3 000 mètres steeple | 8 min 34 s 03 |
| 1991 | Jeux africains                 | Le Caire      | 2e       | 3 000 mètres steeple | 8 min 28 s 29 |
| 1992 | Championnats du monde de cross | Boston        | 2e       | Course individuelle  | 37 min 17 s   |
| 1992 | Championnats du monde de cross | Boston        | 1er      | Course par équipe    | 46 pts        |
| 1992 | Jeux olympiques d'été          | Barcelone     | 3e       | 3 000 mètres steeple | 8 min 10 s 74 |

### Records
| Épreuve              | Performance   | Lieu      | Date        |
| -------------------- | ------------- | --------- | ----------- |
| 3 000 mètres steeple | 8 min 10 s 74 | Barcelone | 7 août 1992 |